# キャラクターゲーム
キャラクターゲームとは、漫画・アニメ・映画・テレビ番組などに登場するキャラクター（登場人物など）を採用したゲームのジャンルで、俗称としてはキャラゲーと略される場合もある。

## 概要
これらのゲームは、人気のある漫画やアニメーション作品などに登場するキャラクターを採用することで、消費者の関心を引くことを目的とし、売上の数パーセントを版権の使用料（ロイヤリティ）として著作者に収めることで、キャラクターの使用権を獲得して製作される。
なお著作者にロイヤリティを支払うなどしても、それら著作物の世界観のみを引用し、主要な登場キャラクターを独自のキャラクターで完結させていて、元作品のキャラクターは精々「友情出演の脇役」扱い未満であるような物は、このキャラゲーの範疇とは見なされない。
この他にもキャラゲーの範疇には、架空のキャラクターではなく、タレントのキャラクター性を前面に出したゲームも含まれ、実在のタレントを起用したゲームはタレントゲームと呼ばれる。これらのゲームでは、タレント本人やそれに似せたゲームキャラクターを主人公として操作したり、ゲーム中に登場人物として出演していたりしている。例えば『X JAPAN Virtual Shock 001』ではバンドのコンサートを記録したりメンバーへの差し入れをするミッションがあるなどのイベントが存在している。
『たけしの挑戦状』もその範疇に挙げられるが、あくまで主人公は普通のサラリーマンである。ビートたけし自身はエンディングの顔グラフィックのみのチョイ役であるが、タレントゲームとしては珍しく、ゲーム内容のストーリー監修でビートたけし自身が直接関与していたことから、ビートたけしの奇抜で斬新なストーリー性そのものをゲーム化している。後に製作される北野武監督映画（キタノ映画）もこのストーリー性であることから、本作はその原型でもある。
一般的にタレントゲームは名義貸しの名目で題材としたタレント本人または芸能事務所に許可を貰ってのタイアップとなるため、題材としたタレント本人そのものは、ほんの少しだけ製作に関与することが非常に多い。タレント本人が中心となって製作に関与する事例も少数ながら存在し、前述の『たけしの挑戦状』のほか、野田クリスタル（マヂカルラブリー）がプログラミング・グラフィック・音楽も含めて自主開発した『野田ゲー』シリーズがそれにあたる。
主に、それらキャラクターの関連商品（→キャラクター商品）として発売されるが、一方的に視聴させるメディアではない双方向の遊びを提供するため、元のキャラクターが登場する作品のファンがそれら作品世界を主観的に仮想体験する場を提供するものが多く、またゲーム中に元となった作品の引用も多く見られる。
ゲームの内容に対するジャンルとしては、ボードゲームやトレーディングカードゲーム、コンピューターRPGやアドベンチャーゲーム、またはアクションゲーム・シューティングゲーム・対戦格闘ゲームなど多岐に渡るが、大抵は元となった作品の対象年齢層に合わせたゲーム内容となっており、全般的にゲームで楽しませるよりもキャラクターで遊ぶことを前提とするため、難易度が低いか、時間をかければ先に進める内容のものが多いとされる。中にはゲームと題されてはいるが、既存のゲームジャンルに合致しないものも見られる。
キャラゲーの概念はコンピュータゲーム流行初期から存在し、アタリVCSでは『E.T.』など映画作品をモチーフにした作品もあったほか、任天堂が『ポパイ』や『ミッキーマウス』などを題材とした作品をアーケードゲーム・ファミリーコンピュータ・ゲーム&ウオッチでリリースしたことがある。さらに遡ればボードゲームやカードゲームなど広義のゲームにおいても、キャラクター性を売りにしていたゲームも数知れない。
キャラクターの著作権監理を手掛ける企業の子会社がコンピュータゲームを制作する場合もあり、ウォルト・ディズニー・カンパニーが設立したディズニー・インタラクティブ・スタジオが代表的な事例である。過去にはサンリオが自ら設立したキャラクターソフトが1990年から1994年の間に『ハローキティ』や『けろけろけろっぴ』を中心としたサンリオキャラクターを題材としたゲーム作品だけをリリースしていた。

### 広義のキャラゲー
他方では既存の著作物に拠らず、ゲーム開発側が独自に用意したキャラクターを前面に押し出す形で展開するゲーム作品もあり、元来の「何らかの作品に登場するキャラクターをゲームに取り入れる」という意味からは外れるが、これも広義のキャラゲーに分類されることがある。特にそのようなゲーム作品では、ゲーム内容に本来関係しないキャラクターの詳細なプロフィールが作成され、またそれらキャラクターの関連グッズが消費者に提供される。
ソニー・インタラクティブエンタテインメントのPlayStationシリーズは他社ハードに比べてサードパーティー製タイトルの力が強く、『どこでもいっしょ』シリーズ、『サルゲッチュ』シリーズ、『ラチェット&クランク』シリーズなど、同社のオリジナルゲームで多用され、これらの作品はその対抗手段でもある。
アクションゲームではこの様式は比較的歴史があり、バンダイナムコエンターテインメント（旧ナムコ）のパックマン、任天堂のドンキーコングやマリオ、セガのソニック・ザ・ヘッジホッグなどが代表格。なお、任天堂はマリオ以降もジャンルを問わず多くのゲームキャラクターを生み出し、特に『ポケットモンスター』シリーズはアニメ版シリーズを柱としたメディアミックスにまで発展し、ゲームを超えた絶大な人気を誇るに至っている。
近年の格闘ゲームなどでもよく見られる様式で、代表的な所では『ザ・キング・オブ・ファイターズ』シリーズが挙げられ、発売元の新日本企画を前身とする初代SNK（現在はプレイモア→SNKプレイモアを前身とする2代目SNK）でも「対戦格闘キャラゲー」等としている。これらの作品では、各ゲームキャラクター（特に春麗、ナコルルを柱とした女性キャラクター）に一定のファン層が存在し、これに絡んだ関連グッズの販売は勿論、同人活動までもが見られる。
また、一部のロールプレイングゲームにも作品の内容よりも登場するゲームキャラクターを前面に押し出したメディアミックス戦略を敷いているものがある。
他にも、ギャルゲー、乙女ゲームのようなジャンル付けがあり、これらはゲームの主体性が格闘ゲームやシューティングゲームなどといった内容のジャンルにはなく、主に登場する女性や男性キャラクターの映像面に力が注がれており、ゲーム自体はキャラゲーと同様に「古いゲームのパクリ」や「ありふれた・安直なゲーム内容」といったものも少なくない。こちらはキャラゲーよりも知名度がないことから、忘れ去られた無名作品も多い。独自の女性キャラクターというキャラクター性だけでソフトウェアを売り込もうとしている面が極めて強いため、これも広義のキャラゲーに含められる。

### 地域色
以前より欧米ではこのようなキャラクターを扱ったゲームでは、特にハリウッド映画を題材としたシネマゲームや、『ディズニー』・『カートゥーン ネットワーク』・『ニコロデオン』等による定番キャラクター、『スーパーマン』・『スパイダーマン』・『バットマン』等といったアメコミヒーローが登場するものに人気がある。
日本ではいわゆるオタク市場が活発であったり、またアニメーション業界とコンピュータゲームも手掛ける玩具産業（玩具メーカー）のつながりも密接であるため、シーズンごとに公開されているアニメーション番組でも大きなブームを起こしたり、幾シーズンにも渡って放送される番組において、頻繁にこれらをゲーム化する傾向も見られる。その事から、玩具メーカーのゲーム事業は、他のゲームメーカーよりもキャラクターゲームの比率が高くなっている。それとは逆に本業がゲームメーカーのKONAMIでも、玩具事業に参入して以降は、2000年代後半まではキャラクターゲームのリリースに積極的となった。
近年では日本以外の地域でも、日本の漫画やアニメーション作品への愛好者が増えたことや、言い換えれば「日本製サブカルチャー・ポップカルチャーメディアの輸出」であることから、これら日本製アニメーション・漫画関連キャラクター商品の一環で、一定数の輸出や各国語版への移植が見られる。

### パチンコとキャラクター
日本では様々なサブカルチャーメディアが発達、裾野の広い市場を形成するに至り、従来は遊技性にのみ遊技機の差別化を求めていたパチンコ・パチスロにも、往年の人気作品（『北斗の拳』・『新世紀エヴァンゲリオン』・『ルパン三世』など）をあしらった機種も多数登場している。ただこういった遊技機や設置しているパチンコ店が景品交換所や景品問屋を通した三店方式による疑似的なギャンブルを提供している性質もあって「元作品のイメージダウンにつながる」「パチンコ店に18歳未満による児童・少年の入店ができない」などの理由から「ギャンブル関連の商品に対しては許可を下ろさない」とする作品や版元も見受けられ、例えば、同じ藤子不二雄系統の作品であっても『ドラえもん』を始めとした藤子プロ（藤子・F・不二雄）の作品ではパチンコ・パチスロには許可を下ろしていないが、藤子スタジオ（藤子不二雄Ⓐ）では事実上のギャンブルに繋がる遊技機産業に対する許可を積極的に下ろしているため、『忍者ハットリくん』、『笑ゥせぇるすまん』などがパチンコ・パチスロ化されている。
外部版権物のパチンコ・パチスロ化の際、著作権を保有している企業だけに使用許諾を得てのリリースであるため、そのキャラクターのデザイナーに利用許諾が及ばず、実際、オーイズミからリリースされたリラックマのパチスロ版に関しては、担当デザイナーのコンドウアキから謝罪会見が行われたようである。サンリオもパチンコ・パチスロ化に積極的な企業ではあるが、子供向けのキャラクターが多いため、銀座以外は利用許諾的に消極的で、2003年にシスコン傘下時代の同社からリリースされた『けろけろけろっぴ』のパチンコと、同社が開発し、2019年に現親会社のサミーからリリースされた『SHOW BY ROCK!!』のパチンコぐらいである。
アイレムの『大工の源さん』シリーズ（1990年～）はコンピュータゲームの作品としてリリースされたが、原作が存在しないオリジナル機種全盛の1996年にリリースされた『CR大工の源さん』は20万台を超える程のヒット機種ということもあって、パチンコキャラクターとしてのイメージが強くなったため、原作のゲームよりも三洋物産のパチンコ版のリリースの方が積極的になり、自動的に版権を受け継いだ企業であるアイレムソフトウェアエンジニアリングがパチンコシミュレーターを除いたコンピュータゲームの開発と販売の事業から撤退するのを期に三洋物産に版権の知的財産権と関連商標権を売却したため、それ以降は原作のゲーム版も三洋物産が著作権を管理されている。知的財産権がアイレムにあった頃は原作ゲームのデザインしか使うことが出来なかったが、自社版権化して以降は、キャラクターデザインも一新されるようになった。
同様に『牙狼<GARO>』は大人向け深夜特撮テレビドラマが原作で、それ自体の知名度は低いマイナー作品だったが、『CR牙狼』としてサンセイアールアンドディからリリースして以降は、中小パチンコメーカーのサンセイ側を上回るヒット機種となったため、人気機種が三星時代にリリースした『オークス2』等の一般電役ぐらいだったサンセイの主要パチンコ・パチスロシリーズにまでなり、三作目以降は牙狼シリーズの専用枠でのリリースとなっている。それ以降はサンセイ自体もパチンコ機種の販売促進に転換した上で原作シリーズの製作委員会に参加するようになり、作品の提供や、それらの作品のパチンコ機種も作品が作られる度に必ずリリースしている。
『黄門ちゃまシリーズ』（平和・1994年～）は、元々第一作の『CR黄門ちゃま2』は2回ループによる爆裂CR機の初期に発売されたということもあって30万台を超えるほどのヒットを記録し、水戸黄門を構成する平和オリジナル機種として製作された。内容が佐々木助三郎（助さん）、渥美格之進（格さん）、うっかり八兵衛、風車の弥七の登場や、「ああ人生に涙あり」のメロディを日本音楽著作権協会（JASRAC）の許可を得て利用している内容からドラマ版に酷似した内容であり、IPを有するC.A.Lの著作権を侵害したことにクレームが付いてしまった。C.A.Lに著作権料を支払うことで解決したが、その代償として平和の主力機種であるのにもかかわらずパチンコシミュレーターゲームに収録されることはなかった。後にC.A.Lに作品フォーマットを利用する許諾を得た上でシリーズ化され、第一作に登場しなかったかげろうお銀も追加され、黄門が出す印籠の模様が平和のロゴタイプから原作と同じ三つ葉葵に変更されている。パチスロ版もリリースされ、2022年現在も新機種がリリースされているほどの長寿シリーズとなっている。そのため、シミュレーターゲームのリリースが続編以降から解禁された。なお、ドラマ版の作品そのものとタイアップしている権利は京楽産業.が有しており、『CRぱちんこ水戸黄門』以降の原作そのものとタイアップしたパチンコ・パチスロ機種は一貫して同社からリリースしている。そのため、C.A.Lの水戸黄門は、黄門ちゃまシリーズとして作品フォーマットのみのタイアップとし、「ああ人生に涙あり」は助さん・格さんを担当した声優のカバー（京楽版の区別も兼ねている）としている平和と、原作そのもののタイアップとし、オリジナル音源の「ああ人生に涙あり」を利用した京楽があるため、趣向の異なる機種が競合する2社からリリースされ続けているという珍しい現象が起こっている。

## 評価
これらのゲームは版権などの問題で、キャラクターに対する著作権料やロイヤリティまで開発費に上乗せされ、特に有名キャラクターを採用したゲームほど、開発費を圧迫するケースも見られる。その一方で、市場価値のある期間（ブームの持続しうる期間）が短いキャラクターでは、開発期間を充分に掛けられないケースも見られる。またテレビ放送や劇場公開作品の発表・公開時期に合わせるため、やはり開発期間に無理が掛かるケースもあるとされる。
なお民放地上波で放送するテレビアニメに合わせた場合、制作キー局における本放送の日取りのみを基準とするため、ローカル局で同時期に放送枠を獲得して放送することが不可能、または数日〜数ヶ月の遅延をもって放送するケースも多く、ローカル局で全く放送されないか、遅れネットの影響でアニメとゲームの内容に追いつかないにもかかわらず、当該のアニメを題材としたゲームやグッズが発売されるという現象も多々発生する。
このため内容的に作り込みに不備が残ることが多いとされ、また充分にゲーム性を企画・設計しないでも一定数の売り上げも見込めることから、内容的に「単調である・パターン化している」や「ゲーム自体は古いものの焼き直し」という製品も多く、この場合、つまらない・オリジナリティが無い・完成度が低いといった理由から遊ぶ価値が低いと見なされてクソゲーの烙印を押されるケースも多々見られる。特に人気アニメのゲームの場合は、ゲームもアニメグッズの一種と捉えられているため、売上げを重視しバグなどの不備がある状態でも次々にリリースしてしまう傾向が強い。勿論、その例に当てはまらない完成度の高い作品も存在する。また、作りこみの問題を解決するために既存のゲームシステムのキャラクターだけを差し替える例や、普遍的で無難な内容のテトリスなどのパズル・ミニゲーム集・クイズゲームなどにキャラクターを出演させるだけ、といった作り方をされることも多い。
その多くでは、元となった作品の物語やキャラクターの内容に依存しすぎ、元の作品を詳しく知る熱狂的なファンでないと内容的に理解しづらい点が出てくる。しばしばADVやRPGではゲーム中にヒントの提示されない難解な謎があるなど、ある元作品をある程度詳しく知らないと先に進めないものも見られ、この不親切さが前出の「クソゲー」評価を強める傾向を含むのも否めない。
また、元作品の制作側から作品のイメージ戦略などの理由により、ゲーム化にあたっての制約条件がつけられることも多く、例えばディズニー作品をゲーム化する場合には「キャラクターが殴りあう」や「キャラクターが死亡する」といった暴力表現の他、戦争・ギャンブル・セクシャルなどの子供には不適切な要素も削除され、内容が制限される。
原作が乳幼児〜児童までの低年齢層をターゲットとしている子供向け作品の場合、「CERO：A（全年齢対象）」レーティングまたはそれに準じたレーティング（ESRB：E（6歳以上）、PEGI：3、USK：0、IARC：3+など）に適合するよう制作するなどの条件を課されるケースもあり、例え暴力表現があっても恐怖表現に分類される流血無しといった最低対象年齢の許容範囲にまで抑えられるなどの配慮がなされる（例：ドラゴンボールシリーズ、ONE PIECE、ウルトラシリーズ、仮面ライダーシリーズなど）。
この制約はゲーム制作において企画の自由度を失わせ、または不自然なゲーム内容になってしまう場合もある。
これらキャラゲーが元作品の人気を越えて売り上げを伸ばすケースは稀であり、あくまでも「関連商品」の域を出ない。元作品の関連商品としては一定の売り上げが見込めるものの、単品のゲームソフトウェアとしての成功は見込み難いとされる。末期のピンボールがキャラゲーばかりになった結果として絶滅に至ったなどの前例もある。
他方では、広大な世界観を有する作品を元とするキャラゲーの場合では、企画の段階で元作品のリサーチが不足した場合に、元作品との世界観にズレが生じる事があり、これが元作品のファンらに「作品のイメージを損なっている」と殊更問題視されるケースも見られる。
その一方で、より元作品を意識したコンピュータゲームも制作されており、2000年代では消費者年代層の市場変化などを視野に入れ、完結して10年以上経過した旧作の漫画・アニメ・特撮をゲームに取り入れる傾向もある。このような場合、既に完結した作品を元に制作するため、テレビ放送期間などの要素がなく制作期間を長く取れることや、ストーリー展開が固定されており製作中に急変するなどといったことが発生しない、ファン層が見えているので売り上げの見込みが事前に察知しやすい、などというメリットがあるが、製品によっては元作品の知名度だけを利用して、元作品の世界観とは関係のない分野への展開も見られる。

### キャラクターとファン
特にキャラクターの各々に深い思い入れを持つファンの多く居る作品の場合、元作品との内容的なギャップが発生する事態は致命的ですらあるといえよう。このため、元作品の外伝的な位置付けとしたり、作中では脇役のキャラクターを主人公とし、その主観視点という形で元作品との違和感を埋めるケースも見られる。
このキャラクターのイメージとゲーム内容のギャップという問題では、作品の送り手と受け手（消費者）の間でのキャラクターの扱いの違いも大きな問題をはらんでいる。幅広い支持層を持つ作品に於いては、脇役や敵役のキャラクターに入れ込むファンも一定数存在し、愛好するキャラクターがゲーム上ではヤラレ役であったり、脇役であるため登場回数が少ないといった扱いに不満を訴えるケースも見られる。
このため近年では全キャラクターに中立的な視点から、全てを同列に扱える・選ぶ事のできる対戦格闘ゲームなどが発売される傾向が見られ、特に漫画などでは掲載雑誌上で定期的に行われるキャラクター人気投票の結果が、これらゲームに登場するキャラクターに反映されるケースも見られる（但し、「原作の結末を覆してはならない」という制約を課された場合は、対戦格闘ゲームにすることができない）。

## ゲーム化権の企業
ゲームの出典（元ネタ）となる作品がメジャーな漫画・アニメの場合、複数のメーカーから発売されることもあるが、作品の版元とメーカーの契約により『特定の作品のゲーム化権は1社（またはグループ内の関連会社）のみとする』方針を決めることもあり、発売元と作品の相性によって評価が分かれることも多々ある。
特定の作品のゲーム化権を独占している（独占していた）企業の例
- 手塚治虫作品全般 - セガ
2002年〜2009年までの7年間にわたり、手塚治虫作品とキャラクターのゲーム化権・サブライセンス権を独占的に取得した旨[4]を表明し、以後アストロボーイ・鉄腕アトム、ブラック・ジャック、どろろを題材としたゲームを発売していたが、2009年に契約が満了になったことで、他メーカーからも手塚治虫作品を題材としたゲームが発売されるようになった（2009年10月8日にディースリー・パブリッシャーからATOMを原作としたゲームが発売された[5]）。
- ガンダムシリーズ - バンダイナムコグループの傘下にあるバンダイ・バンプレスト（2008年4月以降からバンダイナムコゲームス（後のバンダイナムコエンターテインメント）1社に統合されている）
バンダイとナムコが経営統合される以前は、1983年から原則としてバンダイから発売されていたが、バンダイ・ナムコ両社のゲーム部門を統合し、バンダイナムコゲームス（NBGI）が設立されてからは、同社のブランド名「バンダイレーベル」名義の下で発売されるようになった。
ガンダムシリーズのモビルスーツが含まれる形で登場するスーパーロボット大戦シリーズやコンパチヒーローシリーズ等のバンダイ系複数版権クロスオーバーにおいては、同じバンダイナムコグループの傘下であるバンプレストから発売されていた。
ただし、ゲームの自社開発をほとんど行わないバンダイの体質から、実際には他メーカー（カプコン、コーエーテクモゲームス、ウィンキーソフトなど）に開発を依頼し、バンダイ（業務用やクロスオーバー作品はバンプレスト）レーベルで発売されている。これはNBGI設立後も同様で、旧ナムコから引き継いだビデオゲーム開発部門をバンダイナムコスタジオに分離させたり、同社で制作の「機動戦士ガンダム 戦場の絆」もバンプレストレーベルで発売されたりしていた。
その後、2008年4月にバンプレストのゲーム部門をNBGIへ委譲したことにより、バンダイ・バンプレストの両レーベルをNBGIで受け持つこととなった。
- 遊☆戯☆王、テニスの王子様、DEATH NOTEなど - コナミデジタルエンタテインメント
トレーディングカードゲームやゲームソフト等を独占的に供給し、ブームを後押しした。

逆に、スクウェア・エニックスやKADOKAWAグループ（角川ゲームス、角川書店、アスキー・メディアワークス、エンターブレイン、メディアファクトリーなど）のように出版・ゲーム部門を兼ね備える企業であれば、自社の作品をグループ企業でゲーム化に加え、グループ外のメーカーにライセンスする例も見られる。ただし、エニックス時代の自社版権漫画のゲーム化は、初期の間（1997年頃まで）は、据え置き機に限り、独占的に発売されていた。
例：咲-Saki- Portable（発売：加賀クリエイト）、涼宮ハルヒの直列（発売：セガ）、涼宮ハルヒの追想、俺の妹がこんなに可愛いわけがないポータブルなど（発売：バンダイナムコゲームス）。

## 備考
これらの多くはアニメーション作品や漫画のキャラクター、場合によっては実写映画等の作品に登場する俳優をモチーフに制作されるが、その一方でゲームから派生したキャラクターがアニメーション作品化され、それによって拡大した世界観から更に別のキャラゲーに発展するケースも見られる。ポケットモンスターシリーズや、ロックマンシリーズなどが挙げられる。
また変わった所ではCMキャラクターを起用したキャラクターゲームも存在する。日本国内では双方ともKIDが開発したUFO仮面ヤキソバン ケトラーの黒い野望（DEN'Z）、ペプシマン（当社）などがその好例に挙げられる。ゲーム会社ぐるみでは、スターフィッシュが湖池屋のCMキャラクターを起用したゲーム作品を携帯ゲーム機向けに複数作出していた。『せがた三四郎 真剣遊戯』は肖像権上、藤岡弘、を起用したタレントゲームなのだが、キャラクターゲームとすればセガの広告イメージキャラクターを起用した自社版権であり、セガサターン向けソフトの機能上、原作のCM映像毎本編に収録した唯一のCMキャラクターゲームでもある。本来ならタレントゲームに分類される『ゆうゆのクイズでGO!GO!』（アーケード）も、稼働開始当時主人公のゆうゆがタイトーの広告イメージキャラクターでもあったことから、CMキャラクターゲームとしての性格も兼ねている。

### 複数原作物
本来は一作品か一連のシリーズ作品に依存して作られる物が多いが、稀に複数の世界観の異なる作品にまたがっているクロスオーバー作品も見られる。
日本ではコンパチヒーローシリーズ・スーパーロボット大戦シリーズ・キングダム ハーツ シリーズ・大乱闘スマッシュブラザーズシリーズがそのような物の好例であるが、これらは元となるキャラクターを複数作品に拠っているため、ゲームバランスに極めて入念な調整が加えられており、元作品から逸脱して独立した世界観を形成している。
またトレーディングカードゲームの分野ではランブリングエンジェル、ドラゴン☆オールスターズなどメーカーの繋がりを縁として作品を超えたキャラ同士の夢の対決を演出したシリーズも多い。
異種格闘技にも似た独特の面白さがあると人気を博す半面、いわゆるオタク層のような各々の元作品に広い造詣を持つ人ばかりを対象としても市場が限られる事もあり、ゲーム中の特定のキャラクターは勿論、各々の作品のストーリーなど元作品を知らなくても問題無く遊べるよう配慮された内容となっている。

## もうひとつの「キャラクターゲーム」
創生期から1980年代頃までのアーケードゲームの世界においては、ナムコの『パックマン』や『ディグダグ』、タイトーの『ちゃっくんぽっぷ』などの、当時コンピュータの表現力が向上しカラフルなドット絵が採用され始めたゲームジャンルが「キャラクターゲーム」と呼ばれていた。ジャンルのおおよその定義は、「かわいらしいキャラクターを用い、独自ルールの支配する場で行う、個性派のコンピューターゲーム」といったところで、比較的曖昧である。このため何を以って「キャラクターゲームである（〜ではない）」とするかの線引きは不明確で、例えば「超絶倫人ベラボーマン」発売当時ナムコはこのゲームのジャンルを「キャラクターゲーム」と称していた。
見城こうじがマイコンBASICマガジン誌上で好んで取り上げていたのも、この分類としての「キャラクターゲーム」である。
当時はアーケードゲームその物が一般性を欠く存在だった事を割り引いて考えても、やはり一般的なジャンル分けとは言い難い。しかしこれらゲームキャラクターはそれなりの知名度を持ち、プライズゲームの景品としてぬいぐるみ化されたものや、あるいはアーケードゲーム黎明期にはゲーム外でもナムコの『マッピー』のように、元々マイクロマウス（ロボットの一種）としてデザインされ企業のマスコットとしても扱われたケースのように、ゲームキャラクターのみに収斂されないキャラクター展開も行われていた。これらではゲーム作品のみならず、ゲーム関連商品として、キャラクターグッズとしての展開も成されている。
また、ゲームメーカーが運営するゲームセンターでマスコットとして使用しているのは、この時期にこちらの意味で「キャラクターゲーム」として作られたアーケードゲームのキャラクターであることが多い（例：ナムコ-パックマン、タイトー-バブルン、10点インベーダーなど）。これは、それらがアーケードゲームの黄金期を象徴する存在であるということも関係している。